# Maniltoa cynometroides
Maniltoa cynometroides är en ärtväxtart som beskrevs av Elmer Drew Merrill och Lily May Perry. Maniltoa cynometroides ingår i släktet Maniltoa och familjen ärtväxter. Inga underarter finns listade i Catalogue of Life.